# 심재철 (세팍타크로 선수)
심재철(1986년 10월 30일 ~ )은 대한민국의 남자 세팍타크로 선수이다.

## 학력
- 한국항공고등학교 졸업
- 원광대학교 체육교육학과 학사

## 생애
2006년 카타르 도하 아시안 게임에 남자 세팍타크로 국가 대표로 출전하였고, 청주시청에 입단하였다.
2014년 인천 아시안 게임 남자 세팍타크로 국가 대표로 출전하여, 한국 세팍타크로 사상 최초로, 팀 이벤트(3인조 단체전)에서 은메달을 획득하였다.
또한, 한국 남자 세팍타크로 사상 최초로, 레구(3인조 경기)에서 은메달을 획득하였다.
2018년 인도네시아 자카르타-팔렘방 아시안 게임 남자 세팍타크로 국가 대표로 출전하여, 레구에서 동메달을 획득하였다.

## 수상 내역
- 2014년 인천 아시안 게임 남자 세팍타크로 팀 이벤트(3인조 단체전) 은메달
- 2014년 인천 아시안 게임 남자 세팍타크로 레구(3인조 경기) 은메달
- 2018년 자카르타-팔렘방 아시안 게임 남자 세팍타크로 레구(3인조 경기) 동메달

## 같이 보기
- 심수연